# لوکا کیریکو (بازیکن فوتبال)
لوکا کیریکو (انگلیسی: Luca Chierico؛ زادهٔ ۲۶ سپتامبر ۲۰۰۱) بازیکن فوتبال اهل ایتالیا است.
وی همچنین در تیم ملی فوتبال زیر ۱۹ سال ایتالیا بازی کرده‌است.